# Hätila ragulpr på fåtskliaben
Hätila ragulpr på fåtskliaben (även känd som Manifest för konkret poesi) är ett manifest som publicerades i tidskriften Odyssé nr. 3-4 år 1954.

## Bakgrund
Denna text är skriven av den svenske poeten och konstnären Öyvind Fahlström. Här skriver han om hur man borde skapa poesi med utgångspunkt från strukturer och rytmer och ”skapa med utgångspunkt från språket som konkret materia”. Det var i denna text som termen konkret poesi myntades. Däremot tillfogades undertiteln Manifest för konkret poesi först några år senare i diktsamlingen Bord 1952-55 som gavs ut 1966.
Trots att texten är en programförklaring så är den likafullt skriven som ett formexperiment där delar av manifestet är skrivet med konkreta textpassager. Bland annat lanserar han begreppet ”Bord” som en beskrivning för sina konkreta dikter. Bord är en sammansättning av orden ”Bokstäver” och ”Ord”.
Fahlström var inspirerad av Marinettis ”Den futuristiska litteraturens manifest”, när han skrev sin text, och citerar direkt ur det. Dessutom skriver han om Pierre Schaeffers kompositionsexperiment med konkret musik och säger just att det är den musiken, och inte lika mycket den konkreta bildkonsten han refererar till när han kallar sin poesi konkret.
Vid tidpunkten för publiceringen väckte detta manifest ingen större uppmärksamhet. Mer uppmärksamhet fick han dock när manifestet översattes till engelska av Mary Ellen Solts och publicerades i hennes antologi Concrete Poetry. A world view, 1968. Idag anses detta manifest vara ett förgrundsverk.

## Verkets namn
Namnet Hätila ragulpr på fåtskliaben härstammar från böckerna om Nalle Puh. Meningen skrevs av Uggla på det födelsedagskort som Nalle Puh skulle ge till I-or på hans födelsedag i kapitlet I-or firar sin födelsedag. Uggla påstår att han skrev ”Hjärtliga gratulationer och lyckönskningar från Puh”. I A. A. Milnes original lyder samma mening ”Hipy papy bthuthdth thuthda bthuthdy”, vilket skulle betyda ”A Very Happy Birthday with love from Pooh”. Den svenska översättningen är gjord av Brita af Geijerstam.